# Contea di Luannan
La contea di Luannan (滦南县S, Luánnán XiànP) è una contea della Cina, situata nella provincia di Hebei e amministrata dalla prefettura di Tangshan.